# Tigraios
Tigraios war ein König, der wahrscheinlich kurz vor 129 v. Chr. in Elymais regierte. Er ist nur von seinen Münzen bekannt, die die griechische Legende des Königs Tigraios (basileos Tigraiou) tragen. Sie zeigen auf der Vorderseite das Bild des Herrschers, nach rechts schauend, und auf der Rückseite einen jungen Gott, auf anderen Prägungen Artemis, einen Donner, den Kopf eines Ebers, einen Adler, eine Herme oder eine Palme. Die genaue zeitliche Einordnung des Herrschers ist unsicher, doch wird er in den Jahren nach dem Abzug der Seleukiden und vor der vollen Etablierung der parthischen Herrschaft in Elymais regiert haben. Es mag sich auch um einen Usurpator gehandelt haben. Da der Großteil seiner Münzen aus einem einzigen Münzhort aus Susa stammen, ist sein Herrschaftsbereich nicht sicher, da die Münzen auch über Handel nach Elymais gekommen sein können. Stilistisch gehören die Prägungen mit einiger Sicherheit ins zweite vorchristliche Jahrhundert.